# Odrubî, Narodîci
Odrubî (în ucraineană Одруби) este un sat în comuna Novîi Dorohîn din raionul Narodîci, regiunea Jîtomîr, Ucraina.

## Demografie
Componența lingvistică a localității Odrubî
     Ucraineană (95,16%)
     Rusă (4,84%)
Conform recensământului din 2001, majoritatea populației localității Odrubî era vorbitoare de ucraineană (95,16%), existând în minoritate și vorbitori de rusă (4,84%).